# Professorenmehrheit
Die Professorenmehrheit (auch Hochschullehrermehrheit) bezeichnet ein vom Bundesverfassungsgericht geschaffenes verfassungsrechtliches Institut, welches das Gericht anlässlich des Hochschul-Urteils zu den Gruppenuniversitäten von 1973 entwickelt hat. Wird an deutschen Hochschulen die heute übliche Organisationsform der Gruppenhochschule gewählt, so ergibt sich für die Entscheidungsfindung in den Selbstverwaltungsgremien folgende dreigliedrige Anforderungsstruktur, die vom Gesetzgeber bei der Gestaltung der Hochschulorganisation berücksichtigt werden muss:
1. Alle Entscheidungen an einer Hochschule, die nicht Lehre und Forschung betreffen, können gleichberechtigt von den Hochschulmitgliedern getroffen werden.[2]
2. Darüber hinaus ist bei Entscheidungen, die die Lehre berühren, der Statusgruppe der Hochschullehrer mindestens die Hälfte der Stimmen einzuräumen.[3]
3. Die höchsten Anforderungen stellte das BVerfG an Entscheidungen, die unmittelbar die Forschung betreffen. Dabei müssen die Hochschullehrer über die absolute Mehrheit der Stimmen verfügen,[4] zum Beispiel in Berufungsverfahren.

Das Gericht begründet die Professorenmehrheit mit dem notwendigen Schutz der Funktionsfähigkeit der Wissenschaft. Das auf der Wissenschaftsfreiheit aus Art. 5 Abs. 3 Satz 1 GG und dem Art. 3 Abs. 1 GG beruhende Urteil macht die Homogenität der Gruppe zur Voraussetzung. Diese geforderte Homogenität wird in der juristischen Literatur seit der Einführung der Juniorprofessur Anfang des 21. Jahrhunderts angezweifelt. Darüber hinaus wird infrage gestellt, dass der Akademische Mittelbau zur Gefährdung der Funktionsweise beitrage, übernehme er doch ebenfalls nicht unerheblich Aufgaben in Forschung und Lehre.
Bei privaten Hochschulen wird die Notwendigkeit der Professorenmehrheit nicht angenommen.